# Jens Burman
Jens Burman (16 agosto 1994) è un fondista svedese.

## Biografia
Attivo in gare FIS dal dicembre del 2010, Burman ha esordito in Coppa del Mondo il 15 febbraio 2015 a Östersund (45º), ai Campionati mondiali a Lahti 2017, dove si è classificato 14º nella 15 km, 15º nella 50 km e 22º nello skiathlon, e ai Giochi olimpici invernali a Pyeongchang 2018, dove si è piazzato 19º nella 15 km, 28º nella 50 km, 17º nello skiathlon e 5º nella staffetta; l'anno dopo ai Mondiali di Seefeld in Tirol 2019 è stato 11º nella 15 km, 10º nella 50 km, 10º nello skiathlon e 5º nella staffetta, mentre a quelli di Oberstdorf 2021 si è classificato 8º nella 15 km, 5º nella 50 km, 11º nello skiathlon e 4º nella staffetta. Il 14 marzo 2021 ha ottenuto in Engadina il primo podio in Coppa del Mondo (3º). Ai XXIV Giochi olimpici invernali di Pechino 2022 è piazzato 8º nella 15 km, 16º nella 50 km, 24º nello skiathlon e 4º nella staffetta; ai Mondiali di Planica 2023 è stato 21º nella 15 km, 8º nella 50 km, 11º nello skiathlon e 6º nella staffetta. Il 26 gennaio 2024 ha conquistato la prima vittoria in Coppa del Mondo nella staffetta mista disputata a Goms; ai Mondiali di Trondheim 2025 ha vinto la medaglia di bronzo nella staffetta, si è classificato 22º nella 10 km, 12º nella 50 km e 51º nello skiathlon.

## Palmarès

### Mondiali
- 1 medaglia:
  - 1 bronzo (staffetta a Trondheim 2025)

### Mondiali juniores
- 1 medaglia:
  - 1 argento (10 km TC a Val di Fiemme 2014)

### Coppa del Mondo
- Miglior piazzamento in classifica generale: 11º nel 2024
- 3 podi (1 individuale, 2 a squadre):
  - 2 vittorie (1 individuale, 1 a squadre)
  - 1 terzo posto (individuale)

#### Coppa del Mondo - vittorie
| Data            | Località | Nazione  | Specialità                                                |
| --------------- | -------- | -------- | --------------------------------------------------------- |
| 26 gennaio 2024 | Goms     | Svizzera | 4x5 km (con William Poromaa, Frida Karlsson e Linn Svahn) |
| 24 gennaio 2025 | Engadina | Svizzera | 4x5 km (con Emma Ribom, Edvin Anger e Moa Olsson)         |